# Västergötlands runinskrifter 11
Västergötlands runinskrifter 11 (Vg 11) är en vikingatida runsten i Leksbergs backe, Leksbergs socken och Mariestads kommun.
Runstenen är av röd grovkornig granit och är 295 cm hög, 95 cm bred och 44 cm tjock.  Stenen finns sydöst om kyrkogården och dess form påminner om de bautastenar som förekommer i Västra Götaland, särskilt då man närmar sig stenen utan att se runorna.

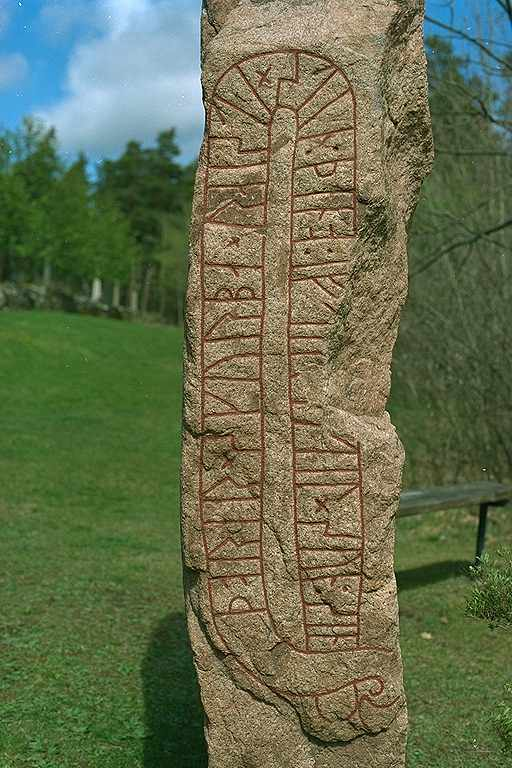
Runsten Vg11

## Inskriften
Translitterering av runraden:
þorir × skurba × raisti × stin : þino : ift(i)(r) [:] (k)(i)til × sun : sin
Normalisering till runsvenska:
Þoriʀ Skorpa ræisti stæin þenna æftiʀ Kætil, sun sinn.
Översättning till nusvenska:
Tore skorpa reste denna sten efter sin son Kättil.